# Thelypteris clypeolutata
Thelypteris clypeolutata är en kärrbräkenväxtart som först beskrevs av Nicaise Augustin Desvaux, och fick sitt nu gällande namn av George Richardson Proctor. Thelypteris clypeolutata ingår i släktet Thelypteris och familjen Thelypteridaceae. Utöver nominatformen finns också underarten T. c. holmei.